# 지방도 제855호선
지방도 제855호선은 전라남도 고흥군 도화면 지죽리에서 점암면 연봉리 연봉 교차로를 잇는 전라남도의 지방도이다.
1984년에는 노선명이 '내발 ~ 조성선'이었다. 2003년 3월 27일 노선 변경으로 '도화 ~ 점암선'이 되었다.

## 연혁
- 1984년 9월 18일 : 도로 확포장공사를 위해 고흥군 도화면 발포리(내발) ~ 보성군 조성면 매천리 35.923km 구간 도로구역 변경[1]
- 1985년 12월 23일 : 기점을 '고흥군 도화면 발포리(내발)', 종점을 '보성군 조성면 매천리'로 명시하고 도로개량이 완료된 고흥군 도화면 봉용리 ~ 당오리 2.547km 구간과 고흥군 점암면 연봉리 ~ 모룡리 3.307km 구간 도로예정지 해제[2]
- 1987년 1월 22일 : 고흥군 도화면 봉용리 ~ 당오리 2.547km 구간과 고흥군 점암면 연봉리 ~ 보성군 조성면 매천리 6.047km 구간 도로예정지 해제[3]
- 1987년 7월 27일 : 1988년 3월까지 1988년 3월까지 도화 ~ 포두간 도로(고흥군 포두면 세동리 ~ 도화면 발포리(내발)) 4.72km 구간 확포장공사 계획을 공고[4][5]
- 1988년 1월 4일 : 고흥군 도화면 당오리 ~ 포두면 세동리 5.6km 구간과 고흥군 남양면 침교리 ~ 보성군 조성면 매전리 13.94km 구간 도로예정지 해제[6]
- 1988년 2월 10일 : 1988년 9월까지 고흥군 포두면 장수리 ~ 남촌리 및 고흥군 점암면 묘룡리 4.85km 구간 확포장공사 계획을 공고[7]
- 1988년 9월 27일 : 1988년 12월까지 도로 확포장 공사를 위해 고흥군 포두면 세동리 ~ 도화면 발포리(내발) 65m 구간과 고흥군 포두면 송산리 680m 구간 도로구역 결정[8]
- 1989년 1월 6일 : 고흥군 점암면 연봉리 ~ 모룡리 3.938km 구간과 고흥군 도화면 발포리(내발) ~ 포두면 송산리 13.251km 구간 도로예정지 해제[9]
- 1989년 5월 13일 : 1989년 12월까지 고흥군 포두면 송산리 ~ 점암면 모룡리 5.16km 구간 확포장공사 계획을 공고[10]
- 1990년 1월 13일 : 고흥군 도화면 발포리(내발) ` 대서면 송강리 31.46km 구간 도로예정지 해제[11]
- 1995년 8월 7일 : 1995년 11월까지 고흥 천학위험도로(고흥군 점암면 천학리) 개량공사를 위해 600m 구간 도로구역 변경[12]
- 1995년 12월 8일 : 기존 지방도 노선을 폐지하고 새로 지정[13]
- 1996년 2월 21일 : 1997년 12월까지 송산우회도로(고흥군 점암면 천학리 ~ 포두면 남촌리)  확포장공사를 위해 3.9km 구간을 4.279km로 도로구역 변경, 1996년 12월까지 서호교(고흥군 도화면 신호리) 개축공사를 위해 950m 구간 도로구역 변경[14]
- 1996년 12월 9일 : 1997년 12월까지 매현교(보성군 조성면 조성리 ~ 매현리) 개축공사를 위해 520m 구간 도로구역 변경[15]
- 1997년 9월 13일 : 1998년 2월까지 사덕지구(고흥군 도화면 사덕리) 개량공사를 위해 470m 구간을 460m로 도로구역 변경, 1998년 2월까지 대룡지구(고흥군 점암면 대룡리) 개량공사를 위해 2.5km 구간 도로구역 변경[16]
- 2000년 2월 11일 : 2006년 1월까지 점암도로(고흥군 점암면 대룡리 ~ 천학리) 확포장공사를 위해 2.54km 구간 도로구역 변경[17]
- 2001년 3월 27일 : 2002년 12월까지 화산교(고흥군 대서면 화산리) 개축공사를 위해 520m 구간 도로구역 변경[18]
- 2002년 9월 13일 : 2003년 2월까지 도화 굴곡도로(고흥군 도화면 봉룡리) 개량공사를 위해 160m 구간 도로구역 변경[19]
- 2003년 3월 27일 : 기점을 고흥군 도화면 발포리(내발)에서 '고흥군 도화면 지죽리'로, 종점을 보성군 조성면 오봉리에서 '고흥군 점암면 연봉리'로 변경함. 이에 따라 노선명을 '내발 ~ 조성선'에서 '도화 ~ 점암선'으로 변경하고 총 연장 41.9km가 됨.[20]
- 2005년 7월 5일 : 2008년 12월까지 학곡지구(고흥군 두원면 학곡리, 고흥군 도화면 봉용리) 개량공사를 위해 920m 구간 도로구역 변경[21]
- 2013년 3월 20일 : 2017년까지 봉룡 ~ 세동간 도로(고흥군 도화면 봉룡리 ~ 포두면 세동리) 개량공사를 위해 1.42km 구간 도로구역 변경[22]
- 2013년 6월 5일 : 2015년까지 종침교(고흥군 포두면 장수리 ~ 상포리) 개축공사를 위해 495.6m 구간 도로구역 변경[23]

## 주요 경유지
- 고흥군
  - 도화면 지죽리(지죽도) - 지죽대교 - 구암리 - (단절구간) - 발포항 - 발포리 - 발포삼거리 - 사덕리 - 당곤삼거리 - 도화면당오 교차로 - 도화보건지소 - 독정입구삼거리 - 고흥도화고등학교 - 고흥도화중학교 - 봉룡리
  - 포두면 세동삼거리 - 길두리 - 포두초등학교 - 포두면사무소 - 포두사거리 - 장수삼거리 - 상포리 - 포두면남촌리 교차로 - 송산삼거리 - 송산리
  - 점암면 천학리 - 천학삼거리 - 모룡삼거리 - 고흥점암중앙중학교 - 대룡리 - 연봉 교차로

## 도로명
- 고흥군 도화면 지죽리 ~ 구암리 : 땅끝로
- 고흥군 도화면 발포리 ~ 발포삼거리 : 충무사길
- 고흥군 도화면 발포삼거리 ~ 도화면당오 교차로 : 천마로
- 고흥군 도화면 도화면당오 교차로 ~ 포두면 세동삼거리 : 도화로
- 고흥군 포두면 세동삼거리 ~ 장수삼거리 : 우주로
- 고흥군 포두면 장수삼거리 ~ 점암면 연봉 교차로 : 해창로

## 중복 구간
- 고흥군 도화면 발포삼거리 ~ 도화면당오 교차로 : 국도 제77호선과 중복
- 고흥군 포두면 세동삼거리 ~ 장수삼거리 : 국도 제15호선, 국가지원지방도 제15호선과 중복